# OUT★PUT
『OUT★PUT』（アウトプット）は、一部テレビ東京系列局で放送されていたイースト製作のオーディションバラエティ番組である。全52回。飯田産業の一社提供。テレビ東京では2005年4月3日から2006年3月26日まで、毎週日曜 25:00 - 25:30 （日本標準時）に放送。

## 概要
オーディション参加女性たちが、avexからの歌手デビューとデジタル写真集でのグラビアデビューを賭けて様々な企画に挑戦する模様を放送。そして、参加女性それぞれに寄せられた視聴者からの投票結果を基にデビュー候補生を選考していた。

## 出演者

### レギュラー
- 原口あきまさ
- 長谷部優
- 千里愛風

### 主なオーディション参加者
- 斉藤未知 - 4月にプチデビューを果たした後、7月17日放送分でグランドチャンピオンに輝いた。
- 丸居沙矢香 - 5月にプチデビュー。
- 辰島優 - 6月にプチデビュー。
- 上原美優
- 志摩夕里加
- 渋谷千賀 - 期間中に辞退
- 可愛きょうこ
- 沖野麻衣
- 初音みう
- 藤崎まや
- 松村はるか
- 西田美歩
- 三浦初美
- 小田あさ美
- 渡瀬真由
- 松嶋めぐみ（現・大堀恵）
- 里中裕奈（現・星美りか）
- 森下悠里
- 芝田翔生子
- 三宅智子
- 安藤佳代子
- 篠崎由美
- 高橋優（現・高橋ユウ）

## スタッフ
- 構成：石坂伸太郎、紀康成
- 編集・MA：ヌーベルバーグ
- ディレクター：朝日賢一、山本健太郎／手塚公一
- プロデューサー：浦輝久、下重聡
- 協力：avex 佐藤宏和、大塚賢二
- 制作協力：ゾディアック
- 企画協力：朝倉雅彦（博報堂DYメディアパートナーズ）
- 製作：イースト

## オープニングテーマ
- SWEET DANCE （RAM RIDER）
- マトリョーシカ（斉藤未知）
- ダカラ・・・・（斉藤未知）

## 放送局
| 放送対象地域 | 放送局      | 系列           | 放送日時 | 備考                                        |
| ------------ | ----------- | -------------- | --- | ------------------------------------------- |
| 関東広域圏   | テレビ東京  | テレビ東京系列 | 日曜 25:00 - 25:30 （2005年4月3日 - 2006年3月26日） |                                             |
| 愛知県       | テレビ愛知  | テレビ東京系列 | 日曜 25:37 - 26:07 （2005年7月17日 - 2005年9月25日） 日曜 27:07 - 27:37 （2005年10月2日 - 2005年12月25日） 水曜深夜もしくは日曜深夜（2006年1月4日 - 2006年4月5日） | 2006年1月4日以降は不定期放送 放送日時も不定 |
| 福岡県       | TVQ九州放送 | テレビ東京系列 | 月曜 25:53 - 26:23 |                                             |